# Kleine Blütenmantis

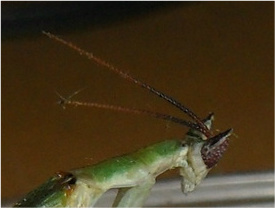
Adultes Männchen von Kleinen Blütenmantis mit langen, verdickten rötlichen Antennen.

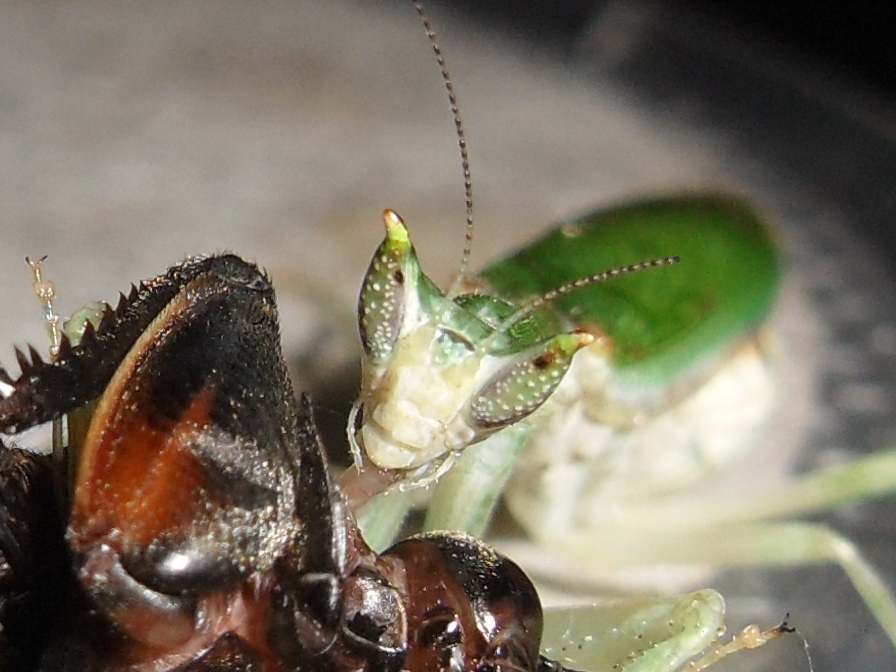
Adultes Weibchen der Kleinen Blütenmantis mit kurzen, gleichmäßigen Antennen. Eine der beiden Antennen scheint abgebrochen zu sein.

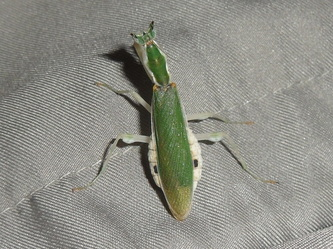
Weibchen von oben, die beiden Augenflecken auf dem Hinterleib sind gut sichtbar.

Die Kleine Blütenmantis (Pseudoharpax virescens) ist eine Fangschrecke aus der Familie der Hymenopodidae.

## Merkmale
Weibliche Tiere erreichen eine Körperlänge von 30 Millimetern, männliche von 20 Millimetern. Damit gehört die Kleine Blütenmantis zu den kleineren Fangschreckenarten. Die Oberflügel haben eine überwiegend grünliche Färbung, die Unterflügel sind, wie bei vielen Gottesanbeterinnen, durchscheinend. Das Abdomen ist an sich weiß mit hellgrünen Abgrenzungen der Segmente. Der Thorax ist ebenfalls grünlich, am Rand aber weiß gefärbt. Der Kopf ist fast gänzlich weiß, nur zwischen und hinter den Augen ist er grün. Die Beine sind zum Teil blass-grünlich gefärbt.

### Männchen
Die Männchen kann man schon in den subadulten Larvenstadien an den verdickten und langen Fühlern erkennen. Für adulte Männchen sind der längliche, schlanke Körperbau und die langen, über das Abdomen hinausragenden Flügel charakteristisch. Männliche Tiere sind sehr gute Flieger. Sie fliegen meist nachts und können durch Lichtfallen angelockt werden. An den Fühlern dienen Chemorezeptoren zum Aufspüren der Weibchen.

### Weibchen
Wie bei den meisten Fangschrecken sind die adulten Weibchen vor allem durch ihre Größe und das füllige Abdomen mit kurzen Flügeln klar von den Männchen zu unterscheiden.
Die Fühler der Weibchen sind deutlich kürzer und dünner als die der Männchen, sie weisen keine Verdickungen auf. Von oben aus betrachtet, weist die Kleine Blütenmantis zwei Augenflecken auf dem weißen Grund ihres Hinterleibs auf, was zum englischen Namen Spotted-eye Flower Mantis geführt hat.

### Larven
Die frühen Larvenstadien dieser Art sind sehr klein und ernähren sich von winzigen Insekten. Sie besitzen eine graue Tarnfärbung und sehen im Körperbau Ameisen sehr ähnlich. Manche Wissenschaftler halten das für eine Ausformung Bates’scher Mimikry. 

## Vorkommen und Lebensraum
Die Kleine Blütenmantis kommt in Afrika, in den Ländern Äthiopien, Burkina Faso, Ghana, Guinea, Kenia, Niger, Nigeria, Senegal, Somalia, Togo und Uganda vor. 
Sie bevorzugt Savannen, wo sie sich vorwiegend in der Krautschicht auf Blättern und Blüten aufhält. Aufgrund ihrer geringen Größe fängt sie vorwiegend kleinere Insekten, darunter Fliegen und noch nicht ausgewachsene Heuschrecken. Beispielsweise findet man sie regelmäßig auf Vernona guineensis, einem Korbblütler, von dem sich viele Insekten ernähren, darunter die Bohrfliegen aus der Gattung Stamnophora. Diese Fliegen passen von der Größe her gut in das Beuteschema der kleinen Fangschrecke.

## Fortpflanzung
Die Paarung dauert zwei bis drei Stunden. Das Weibchen legt danach 15 Ootheken. Aus diesen schlüpfen nach 4 Wochen 20 bis 30 Nymphen. Es dauert drei Monate, bis die Tiere durch die letzte Häutung zu Imagines werden. Die Männchen sind rund 10 Tage nach der Imaginalhäutung geschlechtsreif, die Weibchen nach rund 14 Tagen. 
Der Lebenszyklus beträgt nur wenige Monate.

## Taxonomie
Die Kleine Blütenmantis wurde 1839 von Jean-Guillaume Audinet-Serville im Band Orthoptera der Histoire naturelle des Insectes als Harpax (Creobroter) virescens beschrieben. Die Fangschrecken wurden damals noch zu den Heuschrecken gezählt.

## Unterarten
Es gibt zwei Unterarten der Kleinen Blütenmantis:
- Pseudoharpax virescens virescens (Serville, 1839)[2]
- Pseudoharpax virescens centralis (La Greca, 1954)

## Galerie

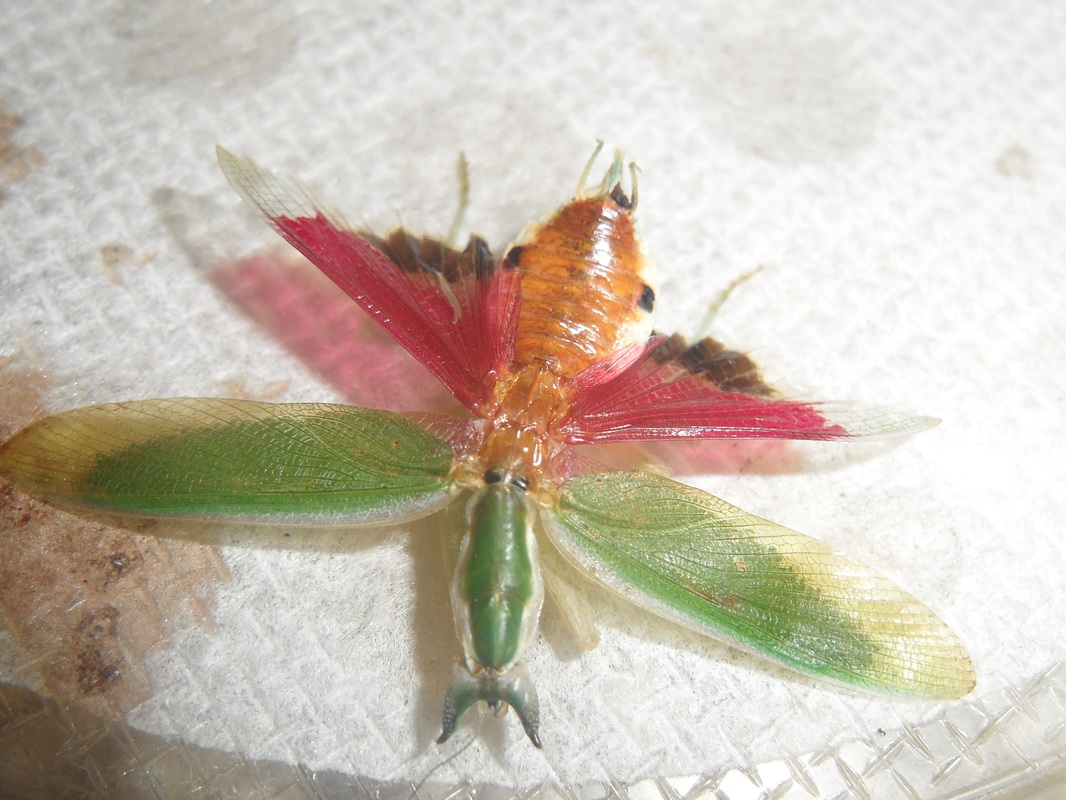
Flügel eines Weibchens
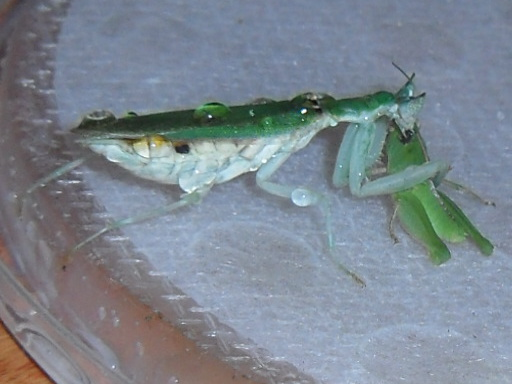
Weibchen mit erbeuteter Heuschrecke
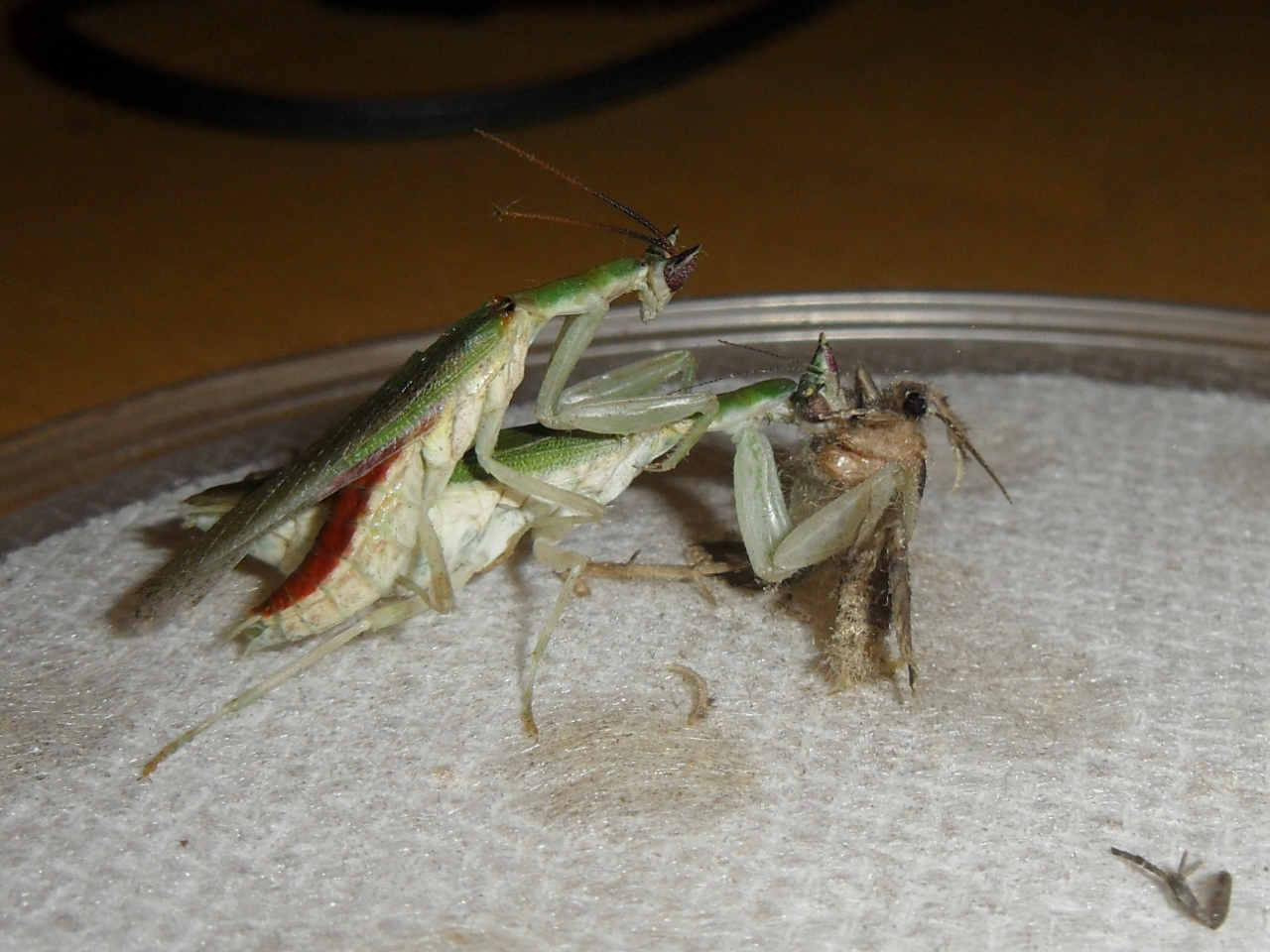
Paarung
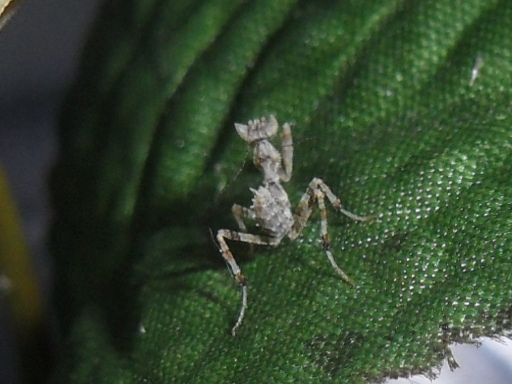
Nymphe
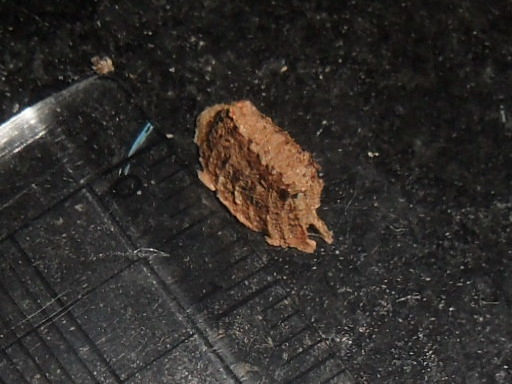
Oothek